# Hilara merula
Hilara merula är en tvåvingeart som beskrevs av Collin 1927. Hilara merula ingår i släktet Hilara och familjen dansflugor. Inga underarter finns listade i Catalogue of Life.